# Mathieu Bodmer
Mathieu Bodmer, född 22 november 1982 i Évreux, Normandie, är en fransk före detta fotbollsspelare som spelade som mittfältare. Han kunde även spela som försvarare.

## Karriär
Mathieu Bodmer har två bröder och hans pappa är en känd fransk sångare, hans far har assyriskt påbrå. Han bodde med sin far sen han var 3 år gammal, när han närmade sig fjorton års ålder fick han ett kontrakt med Alm Évreux.
Bodmer började sin professionella karriär i ALM Évreux vid fjorton års ålder (säsongen 1997/1998). Han flyttade sedan till SM Caen, en klubb som spelar i Ligue 2, och gjorde där sin debut år 2000. Inför säsongen 2003/2004 värvades han av Ligue 1-klubben Lille för 1 miljon euro. Våren 2005 ville Arsenals tränare Arsène Wenger gärna se Bodmer i den engelska storklubben, men Lille vägrade sälja honom.
Den 16 juni 2007 meddelade Lyon att de hade köpt Bodmer från Lille för 6,5 miljoner euro. Bodmer fick tröjnummer 5, som tidigare tillhört Caçapa. Bodmer gjorde sin debut för Lyon i en ligamatch mot Toulouse. Han gjorde sitt första mål för klubben den 29 augusti 2007 mot Sochaux. Det var matchens vinnande mål - den slutade 2-1.
Sista dagen på transferfönstret 2013 lånades Bodmer ut till AS Saint Etienne. Bodmer gjorde sitt första mål 9 februari 2013 för sin nya klubb. Det var hans första mål på över 2 år.
I juni 2020 meddelade Bodmer att han avslutade sin fotbollskarriär.

## Meriter
Olympique Lyonnais
- Ligue 1: 2007/2008
- Franska cupen: 2008

Saint-Étienne
- Coupe de la Ligue: 2012/2013